# Movses Karapetian
Movses Karapetian –en armenio, Մովսես Կարապետյան– (2 de enero de 1978) es un deportista armenio que compitió en lucha grecorromana. Ganó tres medallas en el Campeonato Europeo de Lucha entre los años 2000 y 2005.

## Palmarés internacional
| Campeonato Europeo | Campeonato Europeo | Campeonato Europeo | Campeonato Europeo |
| Año                | Lugar              | Medalla            | Categoría          |
| ------------------ | ------------------ | ------------------ | ------------------ |
| 2000               | Moscú (Rusia)      | Medalla de bronce  | 69 kg              |
| 2001               | Estambul (Turquía) | Medalla de bronce  | 69 kg              |
| 2005               | Varna (Bulgaria)   | Medalla de oro     | 74 kg              |